# J'irai cracher sur vos tombes (pièce de théâtre)

J'irai cracher sur vos tombes est une pièce de théâtre en trois actes écrite par Boris Vian d'après son roman éponyme. Pour ne pas se voir infliger les mêmes interdictions que celles dont son roman a souffert, l'auteur a expurgé son œuvre de toute allusion érotique visuelle, ce qui, de l'avis de D'Déé, en a freiné la dynamique théâtrale. Boris Vian reprend le thème du roman éponyme, mais il met l'accent sur le problème du racisme dans la société américaine et sur l'assouvissement d'une vengeance à la suite du lynchage d'un noir.
C'est la première pièce de théâtre représentée sur scène de Vian. Elle fait scandale à l'image du roman éponyme, mais aussi de pratiquement tout l'œuvre théâtral du même auteur.

## Les personnages
- Hansen (Roger Saltel)
- Lee Anderson (Daniel Ivernel)
- Jérémie (Alexino)
- Jicky (Véra Norman)
- Client (Georges Aubert)
- Judy (Jacqueline Pierreux)
- Dexter (Raymond Galle
- Jim (Doudou Babet);
- Bill (Pierre Lenolet)
- Dick, (Pierre Fromont)
- Jean (Anne Campion)
- Lou (Danielle Godet)

## Description
C'est un drame en trois actes. L'action a lieu dans la chambre de Lee, non loin de la librairie. Le décor est celui d'une pièce crasseuse, au mobilier bon marché, dont une porte ouvre sur la resserre de la librarie, une autre sur une salle de bain. Joué pour la première fois le 22 avril 1948 au Théâtre Verlaine par la Compagnie du Myrmidon, il est mis en scène par Alfred Pasquali. Les costumes et décors sont de Jean Boullet. Le rôle principal (le personnage de Lee Anderson) est interprété par Daniel Ivernel.

## Historique et accueil
Le roman de Vian J'irai cracher sur vos tombes, écrit sous le pseudonyme de Vernon Sullivan, auteur américain dont Boris n'aurait été que le traducteur, a déjà déclenché un scandale pour son aspect érotique qualifié de pornographique. France Dimanche et l'hebdomadaire L'Époque ont réclamé des poursuites pénales contre lui qui se sont soldées par un non lieu en 1947. Le choix du pseudonyme serait dû, selon Philippe Boggio, à un double hommage. L'un, Vernon, à Paul Vernon, musicien de l'orchestre de Claude Abadie, l'autre, Sullivan, à Joseph Michael Sullivan dit Joe Sullivan, fameux pianiste de l'époque du « dixieland de Chicago », Vian a d'ailleurs prétendu avoir rencontré le véritable Vernon Sullivan et reçu son manuscrit de ses mains, ce qui amènera la critique à rappeler ironiquement cet épisode au moment de l'adaptation du roman en pièce de théâtre, alors que Vian continue de nier farouchement être Vernon Sullivan. Ceci jusqu'au mois de novembre 1948, date à laquelle il a reconnu officiellement être l'auteur du roman, ce qui lui a valu de très gros ennuis. Mais en 1947, la croisade de Daniel Parker, et l'indignation de la presse ont servi la publicité de l'ouvrage qui s'est vendu honorablement. Cependant lors de la traduction du roman en anglais, Daniel Parker renouvelle sa plainte et Boris est condamné à payer les dépens du procès, il sera ensuite harcelé par le fisc Le procès est décrit longuement dans le dossier de j'irai cracher sur vos tombes
La pièce de théâtre, annoncée à grand fracas dans une presse qui se perd en conjectures démarre piteusement dans un théâtre en ruines. Le théâtre Verlaine est dans un état lamentable, la générale est une catastrophe avec des incidents techniques répétés, le phonographe est déréglé, le rideau ne se lève pas à l'heure. Dans Libération du 24 avril, Pierre Lagarde décrit les efforts désespérés des acteurs, et des machinistes, mais regrette que le spectacle pêche par excès de prudence : « il se passe encore pas mal de choses sur scène, on y boit on s'y saoule [...] mais le rideau tombe habilement au moment où il allait se passer quelque chose d'intéressant [le viol qui a lieu dans la salle de bain, hors scène] ».
La traditionnelle représentation dite des couturières qui précède la représentation générale est annulée à la dernière minute et on murmure que la première sera annulée aussi, ce qui n'est pas le cas.

## Battage médiatique
« La pièce bénéficia du battage multi-médiatique qu'avait provoqué l'interdiction du roman. » Les rumeurs les plus folles courent sur la pièce après la lecture publique organisée par Boris Vian en janvier 1948 au théâtre Daunou. Dès le 23 décembre 1947, L'Intransigeant annonce que J'irai cracher sur vos tombes allait être joué au Théâtre Pigalle, prétendant qu'outre Martine Carol, la distribution comprendrait Yves Montand. France Dimanche, le 4 janvier 1948, sous le titre Boris Vian veut en faire voir de belles à Martine Carole et Gaby Andreu annonce que Martine Carol serait l'interprète principale et que Gaby Andreu jouerait avec elle. L'article précise que Martine Carol « est vouée aux coups » parce qu'elle a déjà subi un calvaire dans  La Route au tabacde Erskine Caldwell où, « tirée par les cheveux, et à demi assommée, elle rentrait chez elle en gémissant couverte de bleus ». Tout en ignorant dans quel théâtre la pièce sera représentée, ce journal annonce encore qu'il aura lieu au théâtre Pigalle et qu'un des clous du spectacle sera une surprise partie avec un tir réel à la mitrailleuse. Outre Montand et Martine Carol, d'autres acteurs sont cités : Gaby Andreu, Juliette Gréco, Josette Daydé, Simone Sylvestre, Dora Doll. Mais « toutes ces dames déclineront l'honneur de se faire violer par le nègre. Quant à la salle où se dérouleront les partouzes, il fut question un moment du Théâtre Pigalle ». L'Aurore renchérit dans son édition du lendemain en annonçant que Daniel Parker veut mobiliser ses brigades de la vertu contre Vian et le théâtre Pigalle
Le scandale Vernon Sullivan, qui refait surface, permet à Boris d'exploiter un article du Figaro littéraire pour le tourner en dérision. Le journal informe ses lecteurs qu'un inconnu nommé Vernon Sullivan s'est présenté chez lui, prétendant être l'auteur américain du livre et qu'il réclame ses droits d'auteur. Vian répond aussitôt dans une lettre « Mes chers Alguazils, vous pouvez me raconter des histoires dans votre Figaro littéraire, qui sentent l'apocryphe et le litigieux. J'ai bien reçu mon confrère Sullivan que j'avais connu quand nous étions soutiers sur un steamer P and O, et contrairement à ce que vous dites, je lui ai immédiatement réglé ses droits d'auteur qui se montaient à cent quarante seize francs et des poussières. » Il se laisse interviewer et donne des réponses au second degré qui sont prises au pied de la lettre par les journalistes de Ambiance du 14 janvier 1948 « -Mais, Sullivan, c'est vous?- Voyons, est-ce que j'ai une tête de Sullivan ? [...] Et moi j'ai un septième de sang nègre - Mais vous êtes né en Seine-et-Oise ? - Ce qui prouve qu'il ne faut pas se fier aux apparences »
Le 13 mars 1948, Samedi soir titre : « La dactylo de Boris Vian lève le pied avec un noir ». Le journal invente une histoire expliquant comment l'acte III aurait disparu, et il prête à Vian les propos suivants : « J'avais donné le manuscrit à une amie. Elle devait le taper. Comme elle tardait à me le rendre, j'ai couru chez elle pour apprendre de la bouche de son mari qu'elle avec levé le pied avec un noir. Et mon manuscrit est introuvable. » Le 18 avril 1948, L'Intransigeant titre « J'irai cracher sur vos planches ». La Vie financière annonce le mardi 13 juillet la fin de la pièce en ces termes : « la fin du lupanar et des bacchanales » annonce un peu prématurée, conclut Noël Arnaud, car les bacchanales se prolongeront d'une semaine pour laisser à Samedi -Soir du 24 juillet le dernier mot: « On prépare les valises.Les papillons dernières sont posés à la devanture du théâtre... Au Verlaine les Sullivan's girls apportent chaque jour un nouveau détail à leur numéro de déshabillage. Mercredi l'attraction fut le nouveau soutien gorge de Jacqueline Pierreux ». : 24 juillet.
La véritable distribution de la pièce est annoncée le 7 avril par l'AFP, avec l'attribution exacte des rôles de chaque participant, ce qui met provisoirement fin aux conjectures fantaisistes de la presse
Des extraits d'articles de presse, tirés du dossier de Noël Arnaud, sont synthétisés et commentés par D'Déé dans le volume IX des Œuvres complètes. Le texte de la pièce n'a bénéficié d'aucune publication du vivant de l'auteur. Il paraît en 1974 dans le Dossier de l'affaire « J'irai cracher sur vos tombes », une compilation commentée de Noël Arnaud, parue chez Christian Bourgois.

## Différences entre le roman et l'adaptation théâtrale
Boris Vian reprend le thème du roman, mais il met l'accent sur le problème du racisme dans la société américaine et sur l'assouvissement d'une vengeance à la suite du lynchage d'un noir. Vian décrit lui-même le sujet dans le journal L'Intransigeant du 18 avril 1948 : « Résumons donc le sujet : un homme à qui on a fait une grande vacherie (ou méchanceté, si vous trouvez le terme trop cru) décide de se venger et se venge. On le voit, c'est là un sujet rebattu. Néanmoins on réussit à l'illustrer de quelques aimables visages féminins ». D'Déé souligne que l'auteur a écrit sa pièce comme un roman, qu'on y parle beaucoup et que c'est au détriment de l'action. Les scènes scabreuses ne sont évoquées que par la parole, les acteurs quittent la scène pour s'y livrer en coulisse.
Toutefois, l'adaptation théâtrale du roman reste un réquisitoire violent contre la ségrégation raciale dans la société Yankee et le racisme ordinaire des jeunes blancs privilégiés. Mais la critique déchaînée a occulté tout le contenu politique ainsi que le souligne Noël Arnaud dans le dossier de l'affaire j'irai cracher sur vos tombes, sous titré La Connerie est-elle française. Boris reprend à son compte le réquisitoire du roman « et, tempérés les cris d'orgasme des jeunes blanches trombinées par Lee, on l'entendra mieux. » En insistant sur le plaidoyer anti-raciste Boris pourrait plus aisément gagner les plumes humanitaires à sa cause pour défendre le roman. Noël Arnaud n'exclut pas de son hypothèse la part de calcul de l'auteur. Ce qui n'enlève rien à sa sincérité en faveur de la cause des noirs, lui, l'ami de Don Redman, Miles Davis, Charlie Parker, Duke Ellington. Boris a d'ailleurs rédigé un avertissement en forme de réquisitoire anti-raciste dans le programme de théâtre Verlaine : « Tout le monde connaît la vie des pauvre blancs du Sud des États-Unis. Ils s'ennuient. Aussi de temps en temps, comme il y a des nègres aux États-Unis (heureux hasard) ils se prennent un nègre (appelons le Danny par exemple) et il le pendent pour la distraction. Souvent, pour corser le spectacle, on l'enduit de poix ou de goudron, et on allume. »
Le roman a été considérablement raccourci pour respecter la durée d'une pièce de théâtre. Ce qui n'empêche pas Boris Vian d'avoir ajouté deux personnages noirs interprété par Doudou Babet et Alexino : le client qui fait une rapide apparition pour donner à Lee des informations sur la clientèle de la librairie et Jeremie dit Jerry, un noir muet, qui se comporte comme l'ombre de Lee. Christelle Gonzalo note également que les références américaines sont beaucoup moins nombreuses dans la pièce que dans le roman. Étant entendu que la pièce se déroule aux États-Unis, Vian n'a pas jugé nécessaire de multiplier les détails techniques.
Malgré la mise en garde de Boris Vian qui prévient le public que « les lecteurs du roman qui viendraient au théâtre Verlaine pour voir des scènes érotiques seront déçus. Ils n'apercevront que trois très belles femmes, du reste très bien habillées. », le quotidien La France libre prétend l'inverse. Dans la chronique du 15 avril, le journal soutient que la violence initiale a été conservée même si « la transposition totale [du roman] est impossible »
Le Populaire qui s'intéresse aux détails techniques de l'adaptation théâtrale et de la transposition d'un roman, indique que la pièce respecte l'unité de lieu, et que son érotisme a été atténué. Boris Vian, à qui le critique demande quels sont ses projets futurs, répond : aucun. Il déclare attendre la parution non expurgée de Et on tuera tous les affreux car, dit-il « je ne m'expurge que pour le théâtre et chacun le sait, je suis un sanguinaire. »

## L'échec final
Le public est un peu déçu que le rideau « tombe toujours trop tôt, avant que les jolies filles en proie au nègre ne soient tout à fait à poil. » Outre les voyeurs déçus, Vian a contre lui tous ceux qui s'insurgent contre les romanciers dépravés. Boris enfermait les « obsédés sexuels déçus » et les « moralistes qui ne portent intérêt qu'à la fesse » dans le même piège. Et les critiques dramatiques « en masse compacte enfoncent la pièce : trop lente, trop verbeuse mal bâtie et ce rideau qui tombe trop tôt.»
Le pré-lynchage a commencé avec la RATP qui avait déjà refusé l'affiche de La Putain respectueuse de Sartre à cause du mot Putain, et transformé le titre en P. respectueuse. Pour Boris Vian, après élimination du mot cracher, du j', du verbe aller, et du mot « tombes », l'affiche finit par annoncer un titre simple. J'irai cracher sur vos tombes devient La Pièce de Boris Vian.
Le lynchage de la critique est général. Même François Chalais réputé modéré, écrit : « Personne n'ira cracher sur Vian, on le regrette un peu pour l'amitié qu'il nous inspire. » Georges Huisman dans La France au combat déplore qu'un écrivain de la classe de Boris Vian n'ait pas voulu donner une œuvre dramatique de classe.
Les actrices ne sont pas épargnées : Anne Campion, qui a le tort de n'exhiber qu'une épaule, est décrite dans Paris Presse « comme une Veronica Lake qui sortirait du hammam. » et le même journal déplore la « réserve de Danielle Godet. »
Malgré les quelques critiques bienveillantes, le spectacle est un flop. Georges Huisman reconnait tout de même Vian comme un « humoriste extraordinaire, qui sait créer les mots, les types et les situations, jongler avec les coq-à-l'âne, et construire un univers totalement louftingue qui lui appartient en propre [...] et qui mérite mieux que les éloges des amateurs de pornographie. Tirons un trait sur cette première pièce et attendons celle que son invention doit nous donner. » Parmi les critiques favorables se trouve aussi Jacques Lemarchand, qui, très ironiquement, au second degré écrit dans Combat : « je connais bien Vernon Sullivan (...), nous nous sommes rencontrés jadis à l'université Columbia, en troisième année de be-bop. Nous séchions les cours pour aller lire Racine aux WC (...) », article délirant pour aboutir aux raisons (la lutte contre le racisme) qui ont poussé Vian à traduire Sullivan, puis à l'adapter en scène en une « pièce extrêmement bien jouée et convaincante. »
En fait, le public est déçu par la chasteté de la pièce. Alors une scène de viol final est rajoutée juste avant le tomber de rideau, une jeune femme spécialiste du nu est engagée. Mais rien n'y fait, le 13 juillet, moins de trois mois après sa création, la pièce est retirée de l'affiche selon Noël Arnaud. Selon Claire Julliard, le spectacle est abandonné le 24 juillet. d'Déé donne la même date : 24 juillet.
La pièce de Boris Vian est remplacée par La Cantatrice chauve de Ionesco